# دوكجونغ ملك غوريو
دوكجونغ ملك غوريو (ولد في 9 يونيو 1016، ومات في 31 أكتوبر 1034، وحكم من 1031 إلى 1034) هو ملك سلالة غوريو التاسع في كوريا. دوكجونغ هو ابن الملك هيونجونغ وأصبح ولياً للعهد في 1022.

## حياته
خلال عهده انتهت كتابة التاريخ الوطني الذي بدئ به في عهد والده. أيضاً فقد ابتدأ في عهده بناء سور تشولي جانغسونغ الطويل. بعد أن وصل دوكجونغ إلى العرش في سنة 1031 قام بمراسلة الخيتان لإرجاع أسرى غوريو وأن ينسحبوا من نهر يالو. هذا الطلب رفضه الخيتان، فأمر الملك بتعزيز وتحصين الواجهة الشمالية للمملكة.

## الأسرة
- الجد: أنجونغ (بالهانغل: 안종).
- الجدة: الملكة هونجونغ (بالهانغل: 헌정왕후).
  - الأب: الملك هيونجونغ (بالهانغل: 현종 | بالهانجا: 顯宗).
  - الملكة الأم: الملكة وونسونغ من عشيرة كم (بالهانغل: 원성왕후 | بالهانجا: 元成王后).

### الزوجات والأبناء
- الملكة: الملكة غيونغسونغ من عشيرة كم (بالهانغل: 경성왕후 | بالهانجا: 敬成王后) - ابنة الملك هيونجونغ من محظيته وونسن سكبي (بالهانغل: 원순숙비 | بالهانجا: 元順淑妃) من عشيرة كم.
- محظية: غيونغموك هيونبي من عشيرة وانغ (بالهانغل: 경목현비 | بالهانجا: 敬穆賢妃) - ابنة وانغ غا دو وأخت وونجل غويبي.
  - ابنة: سانغهوي غونغجو (بالهانغل: 상회공주 | بالهانجا: 殤懷公主) - توفيت صغيرة.
- الملكة: الملكة هيوسا من عشيرة كم (بالهانغل: 효사왕후 | بالهانجا: 孝思王后) - ابنة الملك هيونجونغ من زوجته الملكة وونهي من عشيرة كم.
- سيدة القصر: من عشيرة إي (الاسم غير معروف) - ابنة إي بم أون (بالهانغل: 이품언 | بالهانجا: 李禀焉)، وأخت الملكة يونغموك (بالهانغل: 용목왕후 | بالهانجا: 容穆王后).
- محظية: سيدة من عشيرة يو (بالهانغل: 유씨 | بالهانجا: 劉氏) - ابنة يو تشونغ غو (بالهانغل: 유총거 | بالهانجا: 劉寵居).
  - ابنة: أميرة (غونغجو | بالهانغل: 공주 | بالهانجا: 公主) - اسمها غير معروف، تزوجت من وانغ تشنغ (بالهانغل: 왕충 | بالهانجا: 王忠).

## الاسم الكامل بعد الوفاة
- 선효강명광장경강대왕.
- 宣孝康明廣章敬康大王.
- سونهيو غانغميونغ غوانغجانغ غيونغانغ دايوانغ.